# Livsstykker - en film om gamle
|  | Denne artikel er oprettet af botten Steenthbot ud fra en ekstern database. Den kan derfor have sproglige fejl eller mangler. Denne skabelon kan fjernes efter kontrol af indholdet. |

Livsstykker - en film om gamle er en dansk oplysningsfilm fra 1988 instrueret af Dola Bonfils og Marianne Kjær.

## Handling
Ældre fortæller om egne erfaringer i forbindelse med omstilling på ældreområdet. Om hvorde de har oplevet det at blive gammel, om deres liv og om deres drømme. Om at klare sig i egen bolig eller komme på plejehjem og engagere sig i forskellige gøremål.